# 锁飞
锁飞（1961年12月2日—2015年9月10日），男，回族，云南昭阳人，中华人民共和国政治人物。中共中央党校函授研究生学历，法学理论专业，中共党员。曾任中共曲靖市委书记。

## 生平
1980年至1987年12月，在原昭通市工作，历任副区长、副书记、书记等职。1988年1月，任原昭通市政府办公室主任。1989年，任共青团昭通地委副书记。1990年11月至1999年11月，在鲁甸县历任副县长、县长、县委书记等职。1999年11月至2006年8月，任昭通地区行署副专员、市政府副市长。2006年9月至2008年3月，任中共昭通市委常委、常务副市长。
2008年3月，任中共临沧市委副书记。2009年12月，被提名为临沧市市长候选人。2010年2月，任中共临沧市委副书记、市长。2013年，当选第十二届全国人大代表。
2014年12月，接替8月调任昆明的高劲松，任中共曲靖市委书记。
2015年9月10日凌晨4时，在参加云南省跨越式发展专题培训班赴外学习考察期间，突发疾病去世。